# Comuna de Krzymów
Krzymów (polaco: Gmina Krzymów) é uma gminy (comuna) na Polónia, na voivodia de Grande Polónia e no condado de Koniński. A sede do condado é a cidade de Krzymów.
De acordo com os censos de 2004, a comuna tem 7018 habitantes, com uma densidade 75,7 hab/km².

## Área
Estende-se por uma área de 92,68 km², incluindo:
- área agricola: 67%
- área florestal: 24%

## Demografia
Dados de 30 de Junho 2004:
|                      | Total   | Total | Mulheres | Mulheres | Homens  | Homens |
| -------------------- | ------- | ----- | -------- | -------- | ------- | ------ |
|                      | pessoas | %     | pessoas  | %        | pessoas | %      |
| População            | 7018    | 100   | 3584     | 51,1     | 3434    | 48,9   |
| Densidade (pop./km²) | 75,7    | 100   | 38,7     | 38,7     | 37,1    | 37,1   |

De acordo com dados de 2002, o rendimento médio per capita ascendia a 1299,83 zł.

## Subdivisões
- Adamów, Borowo, Brzezińskie Holendry, Brzeźno, Drążeń, Drążno-Holendry, Genowefa, Głodno, Ignacew, Kałek, Krzymów, Nowe Paprockie Holendry, Paprotnia, Piersk, Potażniki, Rożek Brzeziński, Smolnik, Stare Paprockie Holendry, Szczepidło, Teresina, Zalesie.

## Comunas vizinhas
- Konin, Kościelec, Kramsk, Stare Miasto, Tuliszków, Władysławów